# Chrysis graelsii
Chrysis graelsii  (лат.) — вид ос-блестянок рода Chrysis из подсемейства Chrysidinae.

## Распространение
Западная Палеарктика. Европа, Малая Азия, Северная Африка.

## Описание
Клептопаразиты ос: Euodynerus (E. notatus, E. quadrifasciatus, E. disconotatus; Vespidae).
Посещают цветы различных растений (Apiaceae и Euphorbiaceae).
Длина 7-9 мм. Отличаются полностью синевато-зелёной головой и мезосомой (у близкого вида Chrysis scutellaris мезо- и метаскутеллюм золотисто-красные), красным брюшком (кроме сине-фиолетовых отметин на 3-м тергите).
Ярко-окрашенные металлически блестящие осы. Тело узкое, вытянутое.